# Рюдзодзи Танэкадзу
Рюдзодзи Танэкадзу (яп. 龍造寺 胤和) — самурай периода Сэнгоку, 16-й глава рода Рюдзодзи. Дед даймё Рюдзодзи Таканобу.

## Биография
Старший сын Рюдзодзи Иэкадзу, 15-го главы рода Рюдзодзи и кокудзина (землевладельца) провинции Хидзэн.
Из-за смерти отца Танэкадзу рано стал главой семьи, но вскоре умер молодым. После чего его младший брат Танэхиса женился на вдове, Гасё-ин, и стал следующим главой рода.
Его дочь, Кэйгин-ни (1509—1600), стала женой Рюдзодзи Тикаиэ, а после смерти мужа вышла за Набэсиму Киёфусу. Она была матерью Рюдзодзи Таканобу и мачехой Набэсимы Наосигэ.